# Verneuil-sur-Avre
Verneuil-sur-Avre és un municipi francès situat al departament de l'Eure i a la regió de Normandia. L'any 2007 tenia 6.694 habitants.

## Demografia

### Població
El 2007 la població de fet de Verneuil-sur-Avre era de 6.694 persones. Hi havia 3.053 famílies de les quals 1.198 eren unipersonals (471 homes vivint sols i 727 dones vivint soles), 919 parelles sense fills, 646 parelles amb fills i 290 famílies monoparentals amb fills.
La població ha evolucionat segons el següent gràfic:
Habitants censats

### Habitatges
El 2007 hi havia 3.416 habitatges, 3.091 eren l'habitatge principal de la família, 75 eren segones residències i 250 estaven desocupats. 1.856 eren cases i 1.485 eren apartaments. Dels 3.091 habitatges principals, 1.295 estaven ocupats pels seus propietaris, 1.713 estaven llogats i ocupats pels llogaters i 83 estaven cedits a títol gratuït; 185 tenien una cambra, 495 en tenien dues, 707 en tenien tres, 812 en tenien quatre i 892 en tenien cinc o més. 1.688 habitatges disposaven pel capbaix d'una plaça de pàrquing. A 1.739 habitatges hi havia un automòbil i a 693 n'hi havia dos o més.

### Piràmide de població
La piràmide de població per edats i sexe el 2009 era:
| Homes | Edats   | Dones |
| ----- | ------- | ----- |
| 5     | 95 o +  | 17    |
| 15    | 90 a 94 | 65    |
| 37    | 85 a 89 | 102   |
| 42    | 80 a 84 | 101   |
| 144   | 75 a 79 | 174   |
| 117   | 70 a 74 | 233   |
| 156   | 65 a 69 | 193   |
| 149   | 60 a 64 | 164   |
| 137   | 55 a 59 | 137   |
| 195   | 50 a 54 | 202   |
| 213   | 45 a 49 | 239   |
| 167   | 40 a 44 | 199   |
| 213   | 35 a 39 | 203   |
| 274   | 30 a 34 | 258   |
| 271   | 25 a 29 | 262   |
| 207   | 20 a 24 | 198   |
| 286   | 15 a 19 | 171   |
| 197   | 10 a 14 | 216   |
| 171   | 5 a 9   | 212   |
| 150   | 0 a 4   | 131   |

## Economia
El 2007 la població en edat de treballar era de 4.109 persones, 2.980 eren actives i 1.129 eren inactives. De les 2.980 persones actives 2.571 estaven ocupades (1.326 homes i 1.245 dones) i 408 estaven aturades (185 homes i 223 dones). De les 1.129 persones inactives 361 estaven jubilades, 385 estaven estudiant i 383 estaven classificades com a «altres inactius».

### Ingressos
El 2009 a Verneuil-sur-Avre hi havia 3.043 unitats fiscals que integraven 6.372,5 persones, la mediana anual d'ingressos fiscals per persona era de 16.111 €.

### Activitats econòmiques
Dels 496 establiments que hi havia el 2007, 5 eren d'empreses extractives, 10 d'empreses alimentàries, 8 d'empreses de fabricació de material elèctric, 25 d'empreses de fabricació d'altres productes industrials, 46 d'empreses de construcció, 133 d'empreses de comerç i reparació d'automòbils, 18 d'empreses de transport, 42 d'empreses d'hostatgeria i restauració, 13 d'empreses d'informació i comunicació, 20 d'empreses financeres, 24 d'empreses immobiliàries, 68 d'empreses de serveis, 56 d'entitats de l'administració pública i 28 d'empreses classificades com a «altres activitats de serveis».
Dels 121 establiments de servei als particulars que hi havia el 2009, 1 era una oficina d'administració d'Hisenda pública, 1 gendarmeria, 1 oficina de correu, 9 oficines bancàries, 4 funeràries, 13 tallers de reparació d'automòbils i de material agrícola, 2 tallers d'inspecció tècnica de vehicles, 3 autoescoles, 8 paletes, 5 guixaires pintors, 9 fusteries, 6 lampisteries, 4 electricistes, 2 empreses de construcció, 8 perruqueries, 2 veterinaris, 7 agències de treball temporal, 21 restaurants, 10 agències immobiliàries, 3 tintoreries i 2 salons de bellesa.
Dels 53 establiments comercials que hi havia el 2009, 1 era, 3 supermercats, 1 un supermercat, 1 una gran superfície de material de bricolatge, 4 fleques, 6 carnisseries, 1 una botiga de congelats, 2 llibreries, 14 botigues de roba, 3 botigues d'equipament de la llar, 3 sabateries, 4 botigues d'electrodomèstics, 2 botigues de mobles, 1 una botiga de mobles, 3 joieries i 4 floristeries.
L'any 2000 a Verneuil-sur-Avre hi havia 42 explotacions agrícoles que ocupaven un total de 2.090 hectàrees.

## Equipaments sanitaris i escolars
El 2009 hi havia 1 hospital de tractaments de curta durada, 1 hospital de tractaments de mitja durada (seguiment i rehabilitació, 1 un hospital de tractaments de llarga durada, 1 psiquiàtric, 1 centre d'urgències, 1 centre de salut, 4 farmàcies i 1 ambulància.
El 2009 hi havia 2 escoles maternals i 2 escoles elementals. A Verneuil-sur-Avre hi havia 2 col·legis d'educació secundària, 2 liceus d'ensenyament general i 1 liceu tecnològic. Als col·legis d'educació secundària hi havia 754 alumnes, als liceus d'ensenyament general n'hi havia 712 i als liceus tecnològics 221.

## Personatges il·lustres
- Pascal Quignard (1948) escriptor,assagista, gestor cultural i músic, Premi Goncourt de 2002.

## Poblacions properes
El següent diagrama mostra les poblacions més properes.